# 黑列波灰蝶
黑列波灰蝶（学名：Nothodanis schaeffera），又名蘭嶼小灰蝶，为灰蝶科黑列波灰蝶屬下的一个种。

## 描述
這是一種具雌雄二型性之中型灰蝶。雄蝶頭部為褐色，中央有白斑與金屬光澤的綠毛，額部白色，中央有褐毛束，複眼具白邊並被毛，觸角黑褐色帶白環。口器為褐色，下唇鬚向前伸展，末端黑褐色。胸背與腹背黑褐色，腹面白色，足為白色帶褐紋，前足跗節癒合，末端尖細。前翅長16-19 mm，寬大呈三角形，外緣略突出，後翅圓形。
雄蝶翅背為黑褐色，前翅有暗藍紫色紋與模糊白斑，後翅亦具紫色斑塊與淡灰鱗；翅腹為白底，前翅邊緣呈明顯褐色，後翅中央、近基部及外緣有褐色帶紋，末端有黑斑列，翅基部覆蓋金屬光澤的黃綠色鱗片，緣毛為白色。
雌蝶外形與雄蝶相似，但前足跗節不癒合，翅背斑紋為白色，前翅有明顯白紋，後翅前緣也有小白斑。翅腹色調較深，前翅有大片白斑，後翅則具數道白帶，外側白帶內排列一列明顯黑斑，翅基亦有強烈金屬光澤的黃綠色紋，緣毛則為黑褐色。

## 分佈
分佈於菲律賓、巽他陸塊、摩鹿加群島、新幾內亞、所羅門及新喀里多尼亞等地。
在臺灣的蘭嶼與小蘭嶼亦有發現記錄。

## 棲地
窄翅波灰蝶棲息於海岸林，飛行靈活，成蝶活動於森林內及邊緣，可能為多世代物種。在臺灣屬迷蝶，原產地的生態習性與寄主植物尚待確認。